# (4912) Emilhaury
(4912) Emilhaury est un astéroïde de la ceinture principale.

## Description
(4912) Emilhaury est un astéroïde de la ceinture principale. Il fut découvert le 11 novembre 1953 à Brooklyn par Indiana University. Il présente une orbite caractérisée par un demi-grand axe de 2,30 UA, une excentricité de 0,14 et une inclinaison de 3,7° par rapport à l'écliptique.

## Compléments